# Elasmothemis alcebiadesi
Elasmothemis alcebiadesi is een libellensoort uit de familie van de korenbouten (Libellulidae), onderorde echte libellen (Anisoptera).
De wetenschappelijke naam Elasmothemis alcebiadesi is voor het eerst geldig gepubliceerd in 1945 door Santos.